# Ephrem M'Bom
Ephrem M'Bom (Yaoundé, 18 luglio 1954 – Douala, 20 settembre 2020) è stato un calciatore camerunese, di ruolo difensore.

## Carriera

### Nazionale
Con la Nazionale camerunese prese parte ai Mondiale del 1982 in Spagna.

## Palmarès

### Club

#### Competizioni nazionali
- Campionato camerunese: 6

Canon Yaoundé: 1977, 1979, 1980, 1982, 1985, 1986
- Coppa del Camerun: 5

Canon Yaoundé: 1979, 1980, 1982, 1985, 1986

#### Competizioni internazionali
- CAF Champions League: 2

Canon Yaoundé: 1978, 1980
- Coppa delle Coppe d'Africa: 1

Canon Yaoundé: 1979